# Politique dans le Calvados
Le département français du Calvados est un département créé le 4 mars 1790 en application de la loi du 22 décembre 1789, à partir de la majeure partie de l'ancienne province de Normandie. Les 528 actuelles communes, dont presque toutes sont regroupées en intercommunalités, sont organisées en 25 cantons permettant d'élire les conseillers départementaux. La représentation dans les instances régionales est quant à elle assurée par 24 conseillers régionaux. Le département est également découpé en 6 circonscriptions législatives, et est représenté au niveau national par six députés et trois sénateurs. 

## Représentation politique et administrative

### Préfets et arrondissements

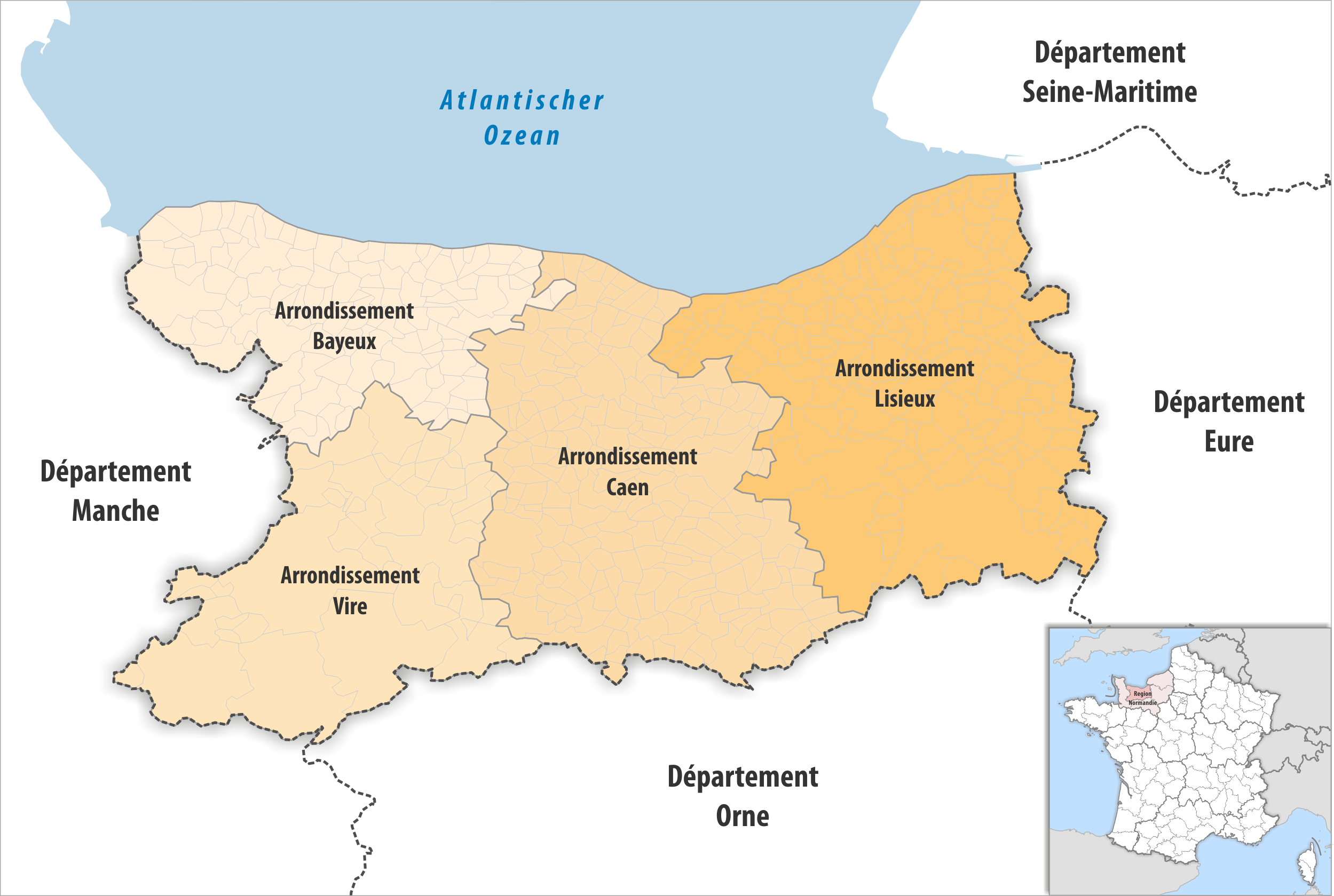
Arrondissements

La préfecture du Calvados est localisée à Caen. Le département possède en outre trois sous-préfectures à Bayeux, Lisieux et Vire Normandie. Jusqu'en 1926, le département possédaient deux arrondissements supplémentaires à Falaise et Pont-l'Évêque.

### Députés et circonscriptions législatives

Circonscriptions et affiliations à l'issue des élections de 2024.

| Circ. | Nom                         |  | Parti     | Groupe                                           | Suppléant             |
| ----- | --------------------------- |  | --------- | ------------------------------------------------ | --------------------- |
| 1re   | Joël Bruneau                |  | LR (app.) | Libertés, indépendants, outre-mer et territoires | Myriam Letellier      |
| 2e    | Arthur Delaporte            |  | PS        | Socialistes et apparentés                        | Élise Cassetto-Gadrat |
| 3e    | Jérémie Patrier-Leitus      |  | HOR       | Horizons et indépendants                         | Sandrine Romagné      |
| 4e    | Christophe Blanchet         |  | MoDem     | Les Démocrates                                   | Évelyne Sophie        |
| 5e    | Bertrand Bouyx              |  | HOR       | Horizons et indépendants                         | David Lemaresquier    |
| 6e    | Élisabeth Borne (2024-2025) |  | RE-TdP    | Ensemble pour la République                      | Freddy Sertin         |
| 6e    | Freddy Sertin               |  | HOR       | Ensemble pour la République                      | —                     |

### Sénateurs
| Nom                 |  | Parti | Groupe                                | Autres mandats (passés ou actuels) |
| ------------------- |  | ----- | ------------------------------------- | ---------------------------------- |
| Pascal Allizard     |  | LR    | Les Républicains                      |                                    |
| Sonia de la Provôté |  | LC    | Union centriste                       |                                    |
| Corinne Féret       |  | PS    | Socialiste, écologiste et républicain |                                    |

### Conseillers départementaux

Cantons et affiliations à l'issue des élections de 2021.

| Canton                 | Conseiller sortant       | Parti | Parti | Conseiller élu            | Parti | Parti |
| ---------------------- | ------------------------ | ----- | ----- | ------------------------- | ----- | ----- |
| Bayeux                 | Jean-Léonce Dupont       |       | LC    | Jean-Léonce Dupont        |       | LC    |
| Bayeux                 | Mélanie Lepoultier       |       | DVD   | Mélanie Lepoultier        |       | DVD   |
| Cabourg                | Emmanuel Porcq           |       | LR    | Emmanuel Porcq            |       | LR    |
| Cabourg                | Béatrice Guillaume       |       | LR    | Béatrice Guillaume        |       | LR    |
| Caen-1                 | Sonia de La Provôté      |       | LC    | Sophie Simmonet           |       | DVD   |
| Caen-1                 | Ludwig Willaume          |       | LR    | Ludwig Willaume           |       | LR    |
| Caen-2                 | Patrick Jeannenez        |       | LR    | Patrick Jeannenez         |       | LR    |
| Caen-2                 | Stéphanie Yon-Courtin    |       | LREM  | Marie-Christine Quertier  |       | DVD   |
| Caen-3                 | Salyha Achouchi          |       | PS    | Salyha Achouchi           |       | PS    |
| Caen-3                 | Antoine Casini           |       | DVG   | Antoine Casini            |       | DVG   |
| Caen-4                 | Gilles Déterville        |       | PS    | Francis Joly              |       | EÉLV  |
| Caen-4                 | Corinne Féret            |       | PS    | Martine Kerkelen          |       | PS    |
| Caen-5                 | Jézabel Sueur            |       | PS    | Alexandra Beljoudi        |       | EÉLV  |
| Caen-5                 | Éric Vève                |       | PS    | Eric Vève                 |       | PS    |
| Condé-en-Normandie     | Valérie Desquesne        |       | DVD   | Valérie Desquesne         |       | DVD   |
| Condé-en-Normandie     | Michel Roca              |       | DVD   | Régis Deliquaire          |       | DVD   |
| Courseulles-sur-Mer    | Christine Durand         |       | LR    | Carole Frugère            |       | DVD   |
| Courseulles-sur-Mer    | Cédric Nouvelot          |       | LR    | Cédric Nouvelot           |       | LR    |
| Évrecy                 | Florence Boulay          |       | PRG   | Florence Boulay           |       | PRG   |
| Évrecy                 | Marc Bourbon             |       | PS    | Dominique Rose            |       | DVG   |
| Falaise                | Clara Dewaële-Canouel    |       | UDI   | Clara Dewaële-Canouel     |       | UDI   |
| Falaise                | Claude Leteurtre         |       | UDI   | Jean-Yves Heurtin         |       | DVD   |
| Hérouville-Saint-Clair | Erwann Bernet            |       | MoDem | Steve Lechangeur          |       | DVG   |
| Hérouville-Saint-Clair | Sylviane Lepoittevin     |       | MoDem | Elise Casseto-Gadrat      |       | DVG   |
| Le Hom                 | Paul Chandelier          |       | DVD   | Bruno François            |       | DVD   |
| Le Hom                 | Sylvie Jacq              |       | DVD   | Sylvie Jacq               |       | DVD   |
| Honfleur-Deauville     | Michel Lamarre           |       | DVD   | Michel Lamarre            |       | DVD   |
| Honfleur-Deauville     | Colette Nouvel-Rousselot |       | DVD   | Colette Nouvel-Rousselot  |       | DVD   |
| Ifs                    | Édith Guillot            |       | PS    | Edith Heuzé               |       | PS    |
| Ifs                    | Bertrand Havard          |       | DVG   | Joël Jeanne               |       | PCF   |
| Lisieux                | Bernard Aubril           |       | DVD   | Sébastien Leclerc         |       | LR    |
| Lisieux                | Angélique Périni         |       | DVD   | Angélique Périni          |       | DVD   |
| Livarot-Pays-d'Auge    | Sébastien Leclerc        |       | LR    | Olivier Anfry             |       | DVD   |
| Livarot-Pays-d'Auge    | Véronique Maymaud        |       | DVD   | Vanessa Bonhomme Duchemin |       | DVD   |
| Mézidon Vallée d'Auge  | Xavier Charles           |       | UDI   | Xavier Charles            |       | UDI   |
| Mézidon Vallée d'Auge  | Virginie Le Dressay      |       | DVD   | Alexandra Marivingt       |       | DVD   |
| Les Monts d'Aunay      | Christian Hauret         |       | DVD   | Christian Hauret          |       | DVD   |
| Les Monts d'Aunay      | Sylvie Lenourrichel      |       | DVD   | Sylvie Lenourrichel       |       | DVD   |
| Ouistreham             | Michel Fricout           |       | LR    | Michel Fricout            |       | LR    |
| Ouistreham             | Claire Trouvé            |       | LR    | Christine Even            |       | DVD   |
| Pont-l'Évêque          | Hubert Courseaux         |       | DVD   | Hubert Courseaux          |       | DVD   |
| Pont-l'Évêque          | Audrey Gadenne           |       | UDI   | Audrey Gadenne            |       | UDI   |
| Thue et Mue            | Philippe Laurent         |       | LR    | Philippe Laurent          |       | LR    |
| Thue et Mue            | Véronique Martinez       |       | LR    | Myriam Letellier          |       | DVD   |
| Trévières              | Patricia Gady-Duquesne   |       | DVD   | Patricia Gady-Duquesne    |       | DVD   |
| Trévières              | Patrick Thomines         |       | LR    | Patrick Thomines          |       | LR    |
| Troarn                 | Coralie Arruego          |       | PRG   | Angélique Lemière         |       | DVG   |
| Troarn                 | Christian Piélot         |       | PS    | Ludovic Robert            |       | DVG   |
| Vire Normandie         | Marc Andreu Sabater      |       | LREM  | Marc Andreu Sabater       |       | LREM  |
| Vire Normandie         | Reine Eude               |       | PRG   | Coralie Brison-Valognes   |       | DVG   |

### Conseillers régionaux
Présidence : Hervé Morin (Eure)
|            | Parti | Siège |
| ---------- | ----- | ----- |
| Majorité   |       |       |
|            | LR    | 7     |
|            | DVD   | 4     |
|            | UDI   | 2     |
|            | LC    | 1     |
|            | MoDem | 1     |
| Opposition |       |       |
|            | RN    | 3     |
|            | EÉLV  | 2     |
|            | PS    | 2     |
|            | G·s   | 1     |
|            | LREM  | 1     |

### Maires

Carte des 528 communes du Calvados au 1er janvier 2022.

| Commune                | Maire             |  | Parti | Élection | Population |
| ---------------------- | ----------------- |  | ----- | -------- | ---------- |
| Caen                   | Joël Bruneau      |  | LR    | 2014     | 105 534    |
| Hérouville-Saint-Clair | Rodolphe Thomas   |  | MoDem | 2001     | 22 954     |
| Lisieux                | Sébastien Leclerc |  | LR    | 2020     | 20 318     |